# Gubernatorzy generalni Gujany
Gubernator generalny Gujany – stanowisko istniejące w latach 1966–1970, w okresie pozostawania Gujany w unii personalnej z Wielką Brytanią. Podobnie jak inni gubernatorzy generalni, gubernator generalny Gujany był reprezentantem monarchy brytyjskiego i wykonywał pod jego nieobecność przypisane mu w gujańskim systemie politycznym uprawnienia. W praktyce czynił to wyłącznie na wniosek rządu. 
Urząd ten został zniesiony po wprowadzeniu w Gujanie systemu republikańskiego w 1970 roku.  

## Lista gubernatorów generalnych
| lp. | osoba                     | od                | do                |
| --- | ------------------------- | ----------------- | ----------------- |
| 1   | Richard Edmonds Luyt      | 26 maja 1966      | 16 grudnia 1966   |
| 2   | David James Gardiner Rose | 16 grudnia 1966   | 10 listopada 1969 |
| 3   | Edward Victor Luckhoo     | 10 listopada 1969 | 22 lutego 1970    |